# Catas Altas da Noruega
Catas Altas da Noruega es un municipio brasileño del estado de Minas Gerais. Su población estimada en 2010 era de 3 462 habitantes. Catas Altas da Noruega se emancipó gracias a la Ley Nº 2.764 del 30 de diciembre de 1962 y fue instalada como municipio oficial el 1 de marzo de 1963.